# Сара Дж. Маас
Сара Дж. Маас (на английски: Sarah J. Maas) е американска писателка на произведения в жанра фентъзи.

## Биография и творчество
Родена е на 5 март 1986 г. в Ню Йорк, в семейството на Брайън Маас и Каръл Стокинджър. Баба ѝ я запалва по четенето. През 2008 г. завършва с отличие колежа „Хамилтън“ с бакалавърска степен по теология и магистърска степен по творческо писане.
Дебютния си роман започва да пише едва на 16 години. Първите глави публикува в сайта FictionPress.com (тогава със заглавието „Стъклена кралица“), където те стават едни от най-популярните публикации. Впоследствие са премахнати от сайта, след като Маас решава да ги публикува. След дипломирането си завършва ръкописа и търси издател.
През 2008 г. Маас изпраща творбата до литературни агенти и през 2009 г. намира подходящия. Правата за първия ѝ роман „Стъкленият трон“ от едноименната фентъзи поредица са закупени през март 2010 г. от „Блумсбъри“, а самият роман е издаден през 2012 г. В България е издаден същата година от издателство „Егмонт България“. Главната героиня Селена Сардотиен ще бъде свободна от принц Дориан само ако спечели състезанието за нов кралски убиец сред жестоките си конкуренти. Дните ѝ са изпълнени с изтощителни тренировки и проблемни взаимотношения, нови приятели и врагове, но надпреварата изглежда е и за собствения ѝ живот. Книгата става световен бестселър. В добавка към поредицата са публикувани повести с нейната предистория, чието действие се развива 2 години преди сюжета от поредицата.
През 2015 г. е издаден първият роман „Двор от рози и бодли“ от едноименната фентъзи поредица. Самата книга е написана още през 2009 г. В духа на „Красавицата и звяра“ сюжетът представя историята на деветнайсетгодишната Фейра, която убива вълк в гората и заради това е отвлечена от елфа Тамлин. Тя ще трябва да помогне на народът на елфите срещу надигащата се смъртоносна заплаха. Книгата става бестселър в класацията на „Ню Йорк Таймс“.
През септември 2015 г. става ясно, че компанията „Марк Гордън Къмпани“ е придобила телевизионните права за екранизацията на „Стъкленият трон“.
Произведенията на писателката са преведени на над 20 езика и са издадени в над 15 страни по света.
Тя е омъжена и живее със семейството си в Нютаун и в Ню Йорк.

## Произведения

### Поредица „Стъкленият трон“ (Throne of Glass)
1. Throne of Glass (2012)
Стъкленият трон, изд. „Егмонт“ (2014), прев. Александър Драганов, ISBN 9789542711667
2. Crown of Midnight (2013)
Среднощна корона, изд. „Егмонт“ (2014), прев. Александър Драганов, ISBN 9789542712176
3. Heir of Fire (2014)
Огнената наследница, изд. „Егмонт“ (2015), прев. Александър Драганов, ISBN 9789542713517
4. Queen of Shadows (2015)
Кралица на сенките, изд. „Егмонт“ (2016), прев. Цветелина Тенекеджиева, ISBN 9789542717249
5. Empire of Storms (2016)
Империя на бури, изд. „Егмонт“ (2017), прев. Цветелина Тенекеджиева, ISBN 9789542718260
6. Tower of Dawn (2017)
Кулата на зората, изд. „Егмонт“ (2018), прев. Цветелина Тенекеджиева, ISBN 9789542721413
7. Kingdom of Ash (2018)
Кралство на пепелта, изд. „Егмонт“ (2019), прев. Цветелина Тенекеджиева, ISBN 9789542722755

#### Предистория на поредицата
- The Assassin and the Pirate Lord (2012)
- The Assassin and the Healer (2012)
- The Assassin and the Desert (2012)
- The Assassin and the Underworld (2012)
- The Assassin and the Empire (2012)

Петте новели се съдържат в „Острието на асасина“ (2014), изд. „Егмонт“ (2018), ISBN 978-954-27-2064-5

#### Съпътстващи издания
- The Throne of Glass Coloring Book (2016)
- The World of Throne of Glass

### Поредица „Двор от рози и бодли“ (Court of Thorns and Roses)
1. A Court of Thorns and Roses (2015)
Двор от рози и бодли, изд. „Егмонт (2016), прев. Ирина Денева – Слав, ISBN 9789542720935
2. A Court of Mist and Fury (2016)
Двор от мъгла и ярост, изд. „Егмонт“ (2016), прев. Цветелина Тенекеджиева, ISBN 9789542720959
3. A Court of Wings and Ruin (2017)
Двор от крила и разруха, изд. „Егмонт“ (2017), прев. Цветелина Тенекеджиева, ISBN 9789542720942
4. A Court of Silver Flames (2021)
Двор от сребърни пламъци, изд. „Егмонт“ (2021), прев. Цветелина Тенекеджиева, ISBN 9789542725213

#### Съпътстващи издания
- A Court of Frost and Starlight (2018)
Двор от скреж и звездна светлина (новела), изд. „Егмонт“ (2018), прев. Цветелина Тенекеджиева, ISBN 9789542828280
- A Court of Thorns and Roses Coloring Book (2018)
Двор от рози и бодли: Книга за оцветяване, изд. „Егмонт“ (2018), ISBN 9789542721772

### Поредица „Лунатион“ (Crescent City)
- House of Earth and Blood (2020)
Дом на пръст и кръв, изд. „Егмонт“ (2020), прев. Цветелина Тенекеджиева, ISBN 9789542724513
- House of Sky and Breath (2022)
Дом на небеса и дихания, изд. „Егмонт“ (2022), прев. Цветелина Тенекеджиева, ISBN 9789542727453
- House of Flame and Shadow (2024)
Дом на пламъци и сенки, изд. „Егмонт“ (2024), прев. Цветелина Тенекеджиева, ISBN 9789542732051

### Самостоятелни произведения
- The Starkillers Cycle (2014) – онлайн книга със Сюзан Денърд
- Catwoman: Soulstealer
Жената-котка. Крадец на души (2018), изд. „Сиела“ (2019), прев. Стоянка Сербезова-Леви, ISBN 978-954-28-2828-0

### Предстоящи издания
- Twilight of the Gods